# Contea di Liangping
La contea di Liangping (cinese semplificato: 梁平县; cinese tradizionale: 梁平縣; mandarino pinyin: Liángpíng Xiàn) è un distretto di Chongqing. Ha una superficie di 1.890 km² e una popolazione di 880.000 abitanti al 2006.